# 1922-es magyar birkózóbajnokság
Az 1922-es magyar birkózóbajnokság a tizenhatodik magyar bajnokság volt. Ettől az évtől légsúlyban is rendeztek bajnokságot, a középsúly A és B kategóriát pedig átnevezték kisközép- és nagyközépsúlyra. A bajnokságot augusztus 5. és 10. között rendezték meg Budapesten, a Postás lóversenytéri pályáján.

## Eredmények
| Versenyszám   | Arany                      | Arany | Ezüst                            | Ezüst | Bronz                            | Bronz |
| ------------- | -------------------------- | ----- | -------------------------------- | ----- | -------------------------------- | ----- |
| Légsúly       | Áron József MTK            |       | Magyar Armand Budapesti AK       |       | Szuhács András Nyíregyházi TVE   |       |
| Pehelysúly    | Skerlecz Gyula Munkás TE   |       | Fehér István Budapesti AK        |       | Molnár László Törekvés SE        |       |
| Könnyűsúly    | Radvány Ödön Budapesti AK  |       | Matura Mihály Munkás TE          |       | Friegler Lajos Budapesti AK      |       |
| Kisközépsúly  | Faragó István Budapesti AK |       | Szekrényi Vilmos Ferencvárosi TC |       | Meiszter István Törekvés SE      |       |
| Nagyközépsúly | Miskey Árpád MAC           |       | Dömény István Budapesti AK       |       | Laczka Sándor MAC                |       |
| Nehézsúly     | Szelky Ottó Vasas SC       |       | Grünwald Lajos MAC               |       | Badowetz Rajmund Ferencvárosi TC |       |